# Stadio Benito Stirpe

Lo stadio Benito Stirpe, noto anche con il nome commerciale di PSC Arena, è un impianto calcistico italiano di Frosinone.
Denominato precedentemente stadio Casaleno e stadio Bellator Frusino, fu progettato nei primi anni settanta ed edificato a partire dalla seconda metà degli anni 1980, ma rimase incompiuto per circa trent'anni.
Fu ultimato tra il 2015 e il 2017 su iniziativa del Comune di Frosinone e successivamente ultimato dal Frosinone Calcio. Nel 2016 il club ha ottenuto in concessione il diritto di superficie dell'impianto per 45 anni dal Comune di Frosinone, di conseguenza tale stadio è diventato il terzo impianto moderno di proprietà di una società calcistica in Italia, dopo lo Juventus Stadium di Torino (2011) e lo Stadio Friuli di Udine (2013). La sua ultimazione ha inoltre permesso la dismissione del vecchio stadio comunale.
Capace di 16 227 posti tutti al coperto, è la più capiente arena scoperta della provincia, nonché la terza del Lazio dopo i due maggiori stadi di Roma (Olimpico e Flaminio). È dedicato alla memoria di Benito Stirpe, imprenditore e presidente del Frosinone Calcio negli anni 1960, nonché padre di Maurizio, che anni dopo prese la guida del club ciociaro. Il costo totale dell'impianto dall'origine alla sua ultimazione è di circa 20 000 000 €, di cui circa 15 relativi all'opera di ristrutturazione e completamento eseguita nel Terzo millennio.
Lo stadio è stato inserito, unico italiano, tra i candidati al premio Stadium of the Year 2017 insieme ad impianti come il Mercedes-Benz Stadium di Atlanta (da 1,5 miliardi di dollari e sede del Super Bowl nel 2019), il Lužniki di Mosca (sede della finale mondiale nel 2018) e il Wanda Metropolitano di Madrid (sede della finale di Champions League nel 2019).
Al Benito Stirpe il Frosinone ha stabilito il record del gol più tardo mai segnato nella storia della Serie A, al 103' della sfida del 3 aprile 2019 contro il Parma, dopo una consultazione di 13 minuti al VAR. Sempre contro il Parma, nella partita inaugurale di Serie B 2021-2022, lo stadio ha visto il debutto della Tecnologia di porta e del VAR in Serie B, nella prima gara di un campionato italiano con il 50% di spettatori dopo il periodo di incontri a porte chiuse causa restrizioni legate alla pendemia di COVID-19.

## Storia

### Stadio Casaleno -Bellator Frusino(1975-2017)

#### Primi progetti e fondi per Italia '90
Nei primi anni 1970 lo stadio comunale di Frosinone cominciò a palesare limiti e problematiche. Essendo stato edificato in prossimità del centro storico frusinate, gli eventi che ospitava causavano regolarmente problemi di viabilità e sicurezza nelle zone limitrofe. Esso risaliva inoltre agli anni 1930 ed era stato più volte oggetto di aggiunte posticce, risultando ormai obsolescente e difficilmente ammodernabile, tanto da guadagnarsi il fortunato nomignolo di Matusa. In virtù di ciò nel 1974 si caldeggiò la costruzione di un nuovo impianto in località Casaleno, nella zona sud-occidentale del territorio comunale. Un progetto del 1975 contemplava la realizzazione di una tribuna lineare ad unica pendenza di 7000 posti circa.
I primi studi concreti per l'edificazione dello stadio furono presentati all'inizio degli anni 1980. Il primo collaudo fu fatto nel 1984 ed era basato sul progetto del 1975, ma a ciò non seguì una fase esecutiva negli anni successivi. Il comune impose al costruendo impianto la denominazione di Bellator Frusino (mutuata dal motto araldico comunale di Frosinone); tuttavia esso divenne comunemente noto come Casaleno, dal toponimo della zona cittadina in cui stava sorgendo.
Una prima spinta alla realizzazione del nuovo stadio arrivò dall'erogazione dei fondi per il campionato mondiale di Italia '90, grazie ai quali venne stilato un nuovo piano di lavoro che riguardava una struttura parzialmente coperta capace di 20.000 spettatori. La costruzione iniziò nella seconda metà degli anni 1980, in vista dei mondiali di calcio salvo poi fermarsi di lì a poco per problemi di approvvigionamento finanziario e per le alterne vicende della squadra di calcio ciociara. Si riuscì unicamente a recintare l'area, a sistemare il terreno di gioco e a erigervi una tribuna in cemento armato da circa 7000 spettatori con copertura metallica a sbalzo. Peculiarità della tribuna era l'inclinazione irregolare: le sezioni inferiore e superiore risultavano infatti ben più in pendenza della fascia a mezz'altezza, il che andava a rendere non ottimale la visibilità del terreno di gioco. I lavori di adeguamento della pendenza e di installazione della copertura metallica iniziarono negli ultimi mesi del 1993.
Nel 2001 l'amministrazione comunale (titolare del diritto di superficie sull'area) richiese un finanziamento di 1,3 miliardi di lire per rendere utilizzabile il campo sportivo e sistemare l'illuminazione e i parcheggi limitrofi.

#### Ilconceptolandese
Nel 2003, non potendo far fronte per conto proprio alle spese per l'edificazione dell'impianto, il Comune propose di procedere mediante finanza di progetto. Nel 2007 la Regione Lazio promise di concedere un contributo pari a 10 milioni di euro, dei quali 3 600 000 furono anticipati sulla parola dal comune di Frosinone e destinati al rifacimento e all'omologazione del Matusa agli standard della Serie B appena conquistata dai canarini.
In attesa del saldo dei restanti 6,5 milioni del project financing finalizzati al completamento del nuovo stadio, furono interpellati gli architetti olandesi Moshè Zwarts e Rob Torsing, i quali realizzarono un concept innovativo da 15000 posti con avvio dei lavori entro il 2008.
La soluzione proposta dagli olandesi consisteva nel preservare la tribuna esistente, rialzare il terreno di gioco di 2 metri e avvicinarlo alla tribuna di 5 metri attraverso l'eliminazione delle prime file di posti a sedere. Le altre tribune avrebbero formato un ferro di cavallo raccordato alla vecchia gradinata, la quale sarebbe stata ristrutturata e avrebbe accolto al suo interno uffici e sale conferenze, mentre sul livello più alto avrebbero trovato spazio una ventina di skybox. Sotto la tribuna opposta sarebbero poi stati aperti spazi commerciali e una palestra, coprendo un'area complessiva di 10000 metri quadrati.
Il costo totale atteso superava i 10 milioni di euro.

#### Mancatoproject financinge degrado della struttura
Nel frattempo il Frosinone si era ormai stabilizzato in Serie B e continuava a giocare nel vecchio stadio comunale, la cui capienza era stata ampliata fino a circa 10 000 posti a sedere.

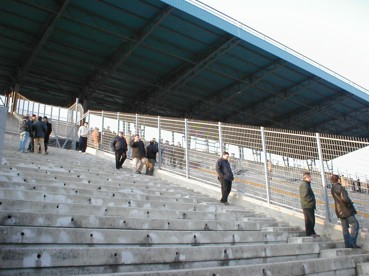
I gradoni della tribuna centrale nel 2004

Nell'ottobre 2007, al fine di sollecitare lo sblocco della situazione di stallo decennale riguardante la costruzione del nuovo impianto, alcuni tifosi gialloblù provocatoriamente pubblicarono sul sito di e-commerce eBay un annuncio di vendita del Matusa, il quale prima di essere oscurato passò in poche ore dall'offerta base di un euro a oltre 8 milioni di euro.
Nell'aprile 2008 fu annunciato un rilancio del già citato project financing per un valore di 60 milioni di euro. Esso prevedeva la realizzazione della struttura sportiva e di ulteriori cubature. A causa della mancata presentazione del piano economico e del progetto di massima da parte del promotore privato, decadde la corresponsione del finanziamento pubblico di 10 milioni di euro inserito nel Programma delle opere pubbliche triennali dalla Regione Lazio. La situazione non si sbloccò né allora, né tanto meno negli anni successivi.
Nel febbraio 2012 l'accumulo di neve causato da una precipitazione particolarmente intensa fece parzialmente crollare la copertura della tribuna, la quale venne poi integralmente smantellata un anno dopo. Nel novembre 2014 per il crollo della struttura metallica furono rinviate a giudizio tre persone.
Nel febbraio 2015 la "questione Casaleno" divenne di dominio pubblico nazionale a seguito di un servizio trasmesso dal telegiornale satirico Striscia la notizia, nel quale l'inviato Vittorio Brumotti intervistò il sindaco di Frosinone Nicola Ottaviani sulla situazione dello stadio e si recò in loco per documentarne le condizioni di abbandono e fatiscenza.. Come dichiarato dall'allora sindaco all'intervistatore di Striscia, la situazione aveva nel frattempo fatto dei passi in avanti. Nel giugno 2014 infatti, con la stagione di Serie B alle porte e ad oltre 12 anni dagli ultimi interventi sul Casaleno, il comune di Frosinone con l'approvazione di dieci delibere aveva concluso il percorso amministrativo per il completamento del nuovo impianto, in vista della pubblicazione della successiva gara d'appalto. Era prevista una capienza di circa 13.000 posti a sedere, con possibilità di ampliamento fino a 16.000.
L'impianto, pur nella sua incompiutezza, aveva comunque trovato una destinazione d'uso come campo di allenamento del Frosinone Calcio ed all'interno della tribuna era stata ricavata la sede dell'Accademia Pugilistica Ciociara.

### StadioBenito Stirpe(dal 2017)
(Maurizio Stirpe, 2018)

#### Il completamento: dalCasalenoalBenito Stirpe
Nel maggio 2015, la prima promozione del Frosinone in Serie A riportò ulteriormente la situazione dello stadio all'attenzione generale. Fu infatti verificata l'impossibilità di ampliare il centralissimo Matusa per raggiungere la minima capienza obbligatoria in massima serie (circa 16 000 posti).
Tale circostanza, derogabile solo per un anno nella particolare situazione del club giallazzurro (neofita in Serie A ed espressione di una città con meno di 100.000 abitanti), avrebbe costretto i ciociari a giocare altrove le gare interne della stagione successiva in caso di mantenimento della categoria.
Tra l'estate del 2015 e i primi mesi del 2016 il Comune di Frosinone avviò ed effettuò la prima parte dei lavori di costruzione dello stadio, i quali furono poi proseguiti dalla società canarina fino al mese di settembre 2017. Al fine di minimizzare i costi e velocizzare il più possibile l'intervento, si decise di costruire gli spalti mancanti con moduli prefabbricati in acciaio zincato e di preservare la vecchia tribuna in cemento costruita sul finire degli anni 1980.
Nel 2015 il soggetto pubblico diede pertanto il via ai lavori di propria competenza, per le cosiddette "opere fredde": vennero installate tre nuove tribune indipendenti a traliccio in modo da portare la capienza teorica dell'impianto a circa 12.000 posti. Le risorse necessarie (circa 4 milioni di euro) furono ricavate dalla devoluzione, rimodulazione e rinegoziazione di precedenti mutui inizialmente destinati ad altre opere.
Come passo successivo, il 9 dicembre 2015 il consiglio comunale pubblicò un bando di gara per la ristrutturazione, il completamento e la concessione in gestione dello stadio, con scadenza fissata al 23 febbraio successivo. Il 14 giugno 2016 il raggruppamento temporaneo di imprese facente capo a Maurizio Stirpe, presidente della squadra di calcio, si aggiudicò l'appalto in quanto unico offerente. Il diritto di superficie è stato dato in concessione alla società calcistica per 45 anni a partire dal 2016, attraverso la corresponzione di un canone d'affitto, sancendo così il passaggio della proprietà superficiaria.

Fasi della ristrutturazione nel 2017
Inizio 2017: primi interventi del privato
Giugno: finita la copertura dei nuovi spalti
Giugno: conclusi i lavori sui nuovi spalti e sulle torri faro
Luglio: Main stand, posa della copertura
Settembre: stadio Benito Stirpe quasi del tutto ultimato

All'aggiudicatario sono stati affidati i seguenti interventi: la costruzione dei raccordi tra le tribune (ulteriori 4.000 posti circa), i lavori sulla preesistente gradinata (postazioni radio/TV, sala GOS, skybox e altri locali, sistemazione degli spalti ed altro), la copertura di tutti i posti a sedere e la facoltà di edificare nuove aree commerciali. L’importo della concessione ammontava a € 11.208.597,40 (finanziata per circa 8 milioni di euro tramite l'Istituto per il credito sportivo) ai quali vanno aggiunti i 9 milioni in totale a carico delle casse comunali, con l'apporto della Cassa Depositi e Prestiti (quattro per la realizzazione delle già citate "opere fredde" e cinque per gli interventi degli anni addietro), per un costo complessivo di circa 20 milioni di euro tra intervento pubblico e privato. Il presidente Stirpe, a fronte degli investimenti sul nuovo stadio e al suo utilizzo per attività extracalcistiche, ha stimato un aumento dei ricavi annui del Frosinone Calcio pari al 20% rispetto ai bilanci riferiti agli anni di permanenza al Matusa.

#### Inaugurazione e debutto
(Dal messaggio di Giovanni Malagò, presidente del CONI, in occasione dell'inaugurazione del 28 settembre 2017)

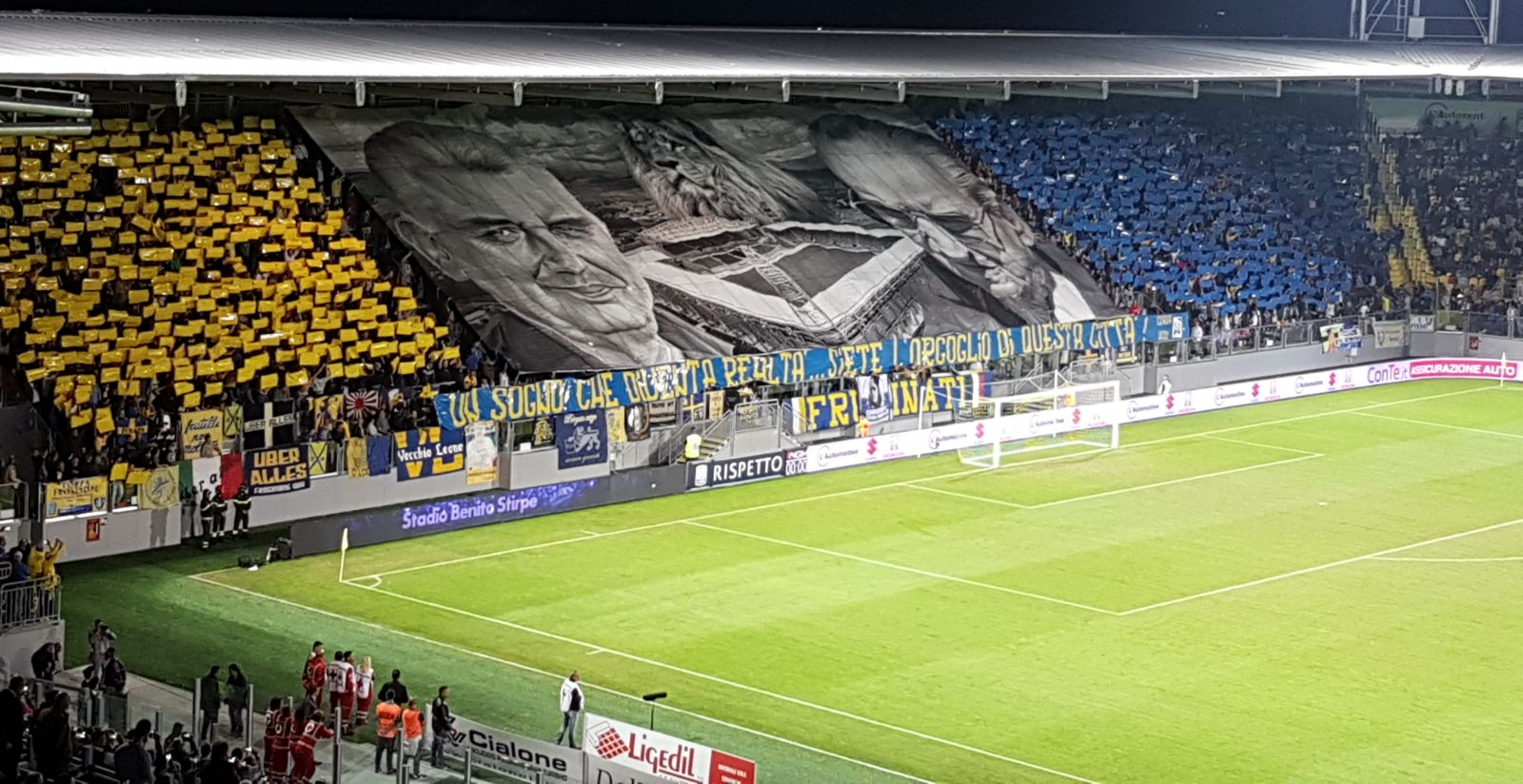
Coreografia degli ultras frusinati nella prima gara ufficiale: spiccano i ritratti di Benito e Maurizio Stirpe.

La prima data ufficiosa dell'apertura al pubblico dell'impianto era stata fissata al 30 agosto 2017, ma l'impossibilità di concludere tutti gli interventi di costruzione e omologazione entro tale scadenza ha obbligato a posticipare il termine.
In virtù di ciò, non essendo stato omologato il nuovo campo in tempo per l'inizio della stagione 2017-2018 (e data l'ormai avviata demolizione del vecchio Matusa), la formazione giallazzurra ha disputato le prime due gare casalinghe del torneo cadetto allo stadio Partenio-Lombardi di Avellino.
La cerimonia di inaugurazione dell'arena si è infine celebrata il successivo 28 settembre alla presenza tra gli altri del ministro per lo sport italiano Luca Lotti, del presidente del CONI Giovanni Malagò e del presidente della FIGC Carlo Tavecchio. L'evento ha incluso una gara amichevole a tempi ridotti tra la prima squadra e la selezione primavera del Frosinone, terminata 6-0 (il primo goal della storia dello Stirpe è stato messo a segno da Federico Dionisi), nonché alcune esibizioni musicali.
La prima gara ufficiale nel nuovo stadio, valevole per la settima giornata del campionato di Serie B 2017-2018, si è disputata quattro giorni dopo i festeggiamenti per l'apertura del nuovo impianto, il 2 ottobre 2017, tra il Frosinone e la Cremonese ed è terminata 0-0.
| Frosinone 2 ottobre 2017, ore 20:30 7ª giornata | Frosinone       | 0 – 0 | Cremonese | Stadio Benito Stirpe (13 001 spett.)\| Arbitro: \| Chiffi (Padova) \| |
| Arbitro:                                        | Chiffi (Padova) |       |           |                                                                       |

Prima dell'inizio dell'incontro la curva Nord, cuore del tifo ciociaro, ha voluto ringraziare la società per la nuova casa dei giallazzurri esponendo un copricurva dedicato al presidente e a suo padre, suo predecessore alla guida del club e figura a cui è intitolato il Benito Stirpe.
In incontri ufficiali, il primo goal in assoluto ed il primo goal del Frosinone nella nuova struttura sono stati siglati rispettivamente da Daniele Gasparetto e da Danilo Soddimo il 24 ottobre 2017 nella gara di Serie B tra Frosinone e Ternana terminata sul punteggio di 4-2.
Il debutto dello Stirpe in Serie A ha visto il Frosinone affrontare la Sampdoria nell'anticipo serale di sabato 15 settembre 2018.
| Arbitro: | Irrati (Pistoia) |

|  |           |                                                                  |
|  | Marcatori | 10’ Quagliarella 47’ Caprari 54’, 86’ Defrel 83’ (rig.) Kownacki |

In Coppa Italia il primo match giocato nel nuovo impianto al Casaleno è avvenuto l'11 agosto 2019, a distanza di quasi due anni dall'inaugurazione, quando sono scese in campo il Frosinone e la Carrarese per il secondo turno del torneo di Coppa Italia 2019-2020. Il risultato finale ha visto prevalere nettamente i padroni di casa per quattro reti a zero.
L'esordio dello stadio a livello internazionale è avvenuto 14 novembre 2017, quando la Nazionale italiana Under-21 ha battuto i pari età della Russia per 3 a 2, mentre a livello di club è stato l'incontro amichevole del Frosinone contro il Betis Siviglia, giocato il 9 agosto 2018 e perso per 3 a 1.
| Arbitro: | Marco Guida |

|           |           |                                               |
| Ciano 68’ | Marcatori | 44’ Morón García 49’ Sanabria 80’ Sergio León |

L'impianto frusinate ha ospitato per la prima volta il calcio femminile nel gennaio 2022, quando si è tenuta la Supercoppa Italiana Femminile 2021, con la Juventus che allo Stirpe ha alzato il trofeo imponendosi prima in semifinale sul Sassuolo per 5-4 dopo i calci di rigore e poi in finale sul Milan per due reti ad una.

## Caratteristiche dell'impianto

### Progetto esecutivo, intitolazione ed agibilità
Il progetto esecutivo dell'impianto è stato depositato presso gli uffici tecnici comunali il 28 settembre 2016, dando così inizio al lotto di lavori appaltato agli agenti privati.

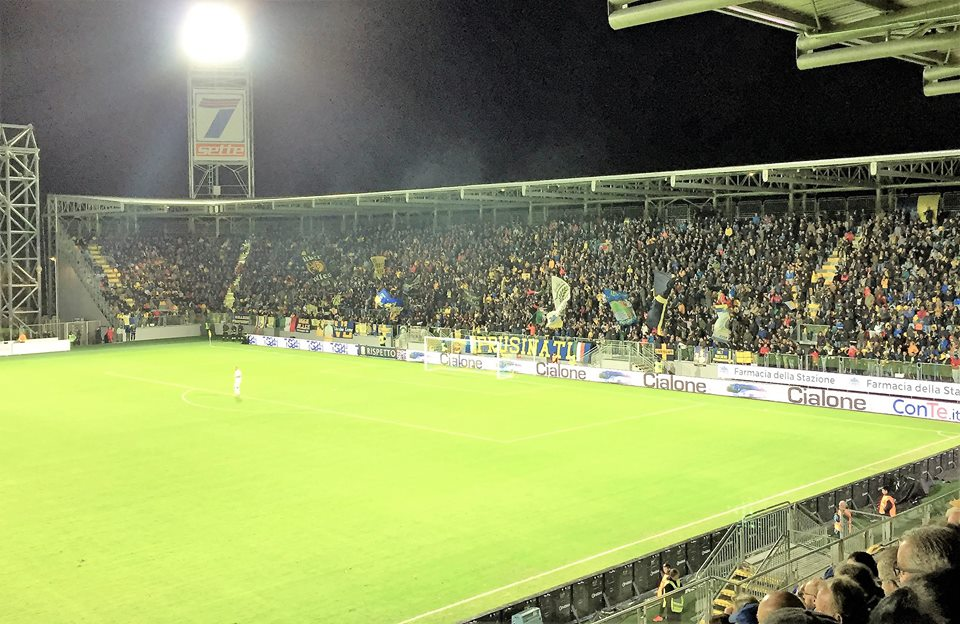
Vista della curva nord in occasione di una partita: si nota la ridotta distanza tra campo e spalti, caratteristica che fa dello "Stirpe" un tipico stadio all'inglese.

L'8 novembre 2016 il presidente del Frosinone Calcio Maurizio Stirpe ha presentato alla stampa il rendering del progetto definitivo del "nuovo Casaleno": uno stadio interamente coperto capace di 16.125 posti a sedere (dei quali oltre 63 per portatori di handicap), tutti numerati e dotati di seggiolini (installati con uno schema esacromatico blu-giallo-bianco-verde-rosso-arancio a motivo sfalsato, con prevalenza dei primi due colori) o sedute più confortevoli nei settori più prestigiosi. Il progetto si completa con 4.000 m² destinati ad area commerciale. Gran parte delle tribune (eccettuata la Centrale) non distano più di 8,5 metri dal bordo del campo e sono prive di significative barriere tra spalti e terreno di gioco, come da prassi negli stadi di ultima generazione. Il settore ospiti, originariamente fissato a 1.035 posti, viene poi ampliato a 1.200 posti su disposizione del GOS.
La tribuna centrale (ridenominata main stand) viene modificata nell'inclinazione ai sensi delle normative e onde migliorare la visibilità al pubblico, venendo altresì rivista negli spazi: le originarie 48 file di posti si riducono a 32, con le tribune VIP (d'onore) e autorità provviste di sedute imbottite a ribaltina (da 150 mm di ingombro in posizione di riposo) modello M2013 a marchio OMSI. Imbottite sono anche le sedute dei settori a destra e sinistra della tribuna d'onore (Tribuna Centrale Nord e Sud) e delle aree skybox e palchi, mentre gli altri settori della main stand hanno sedute in polipropilene, modello M2011 a marchio OMSI.

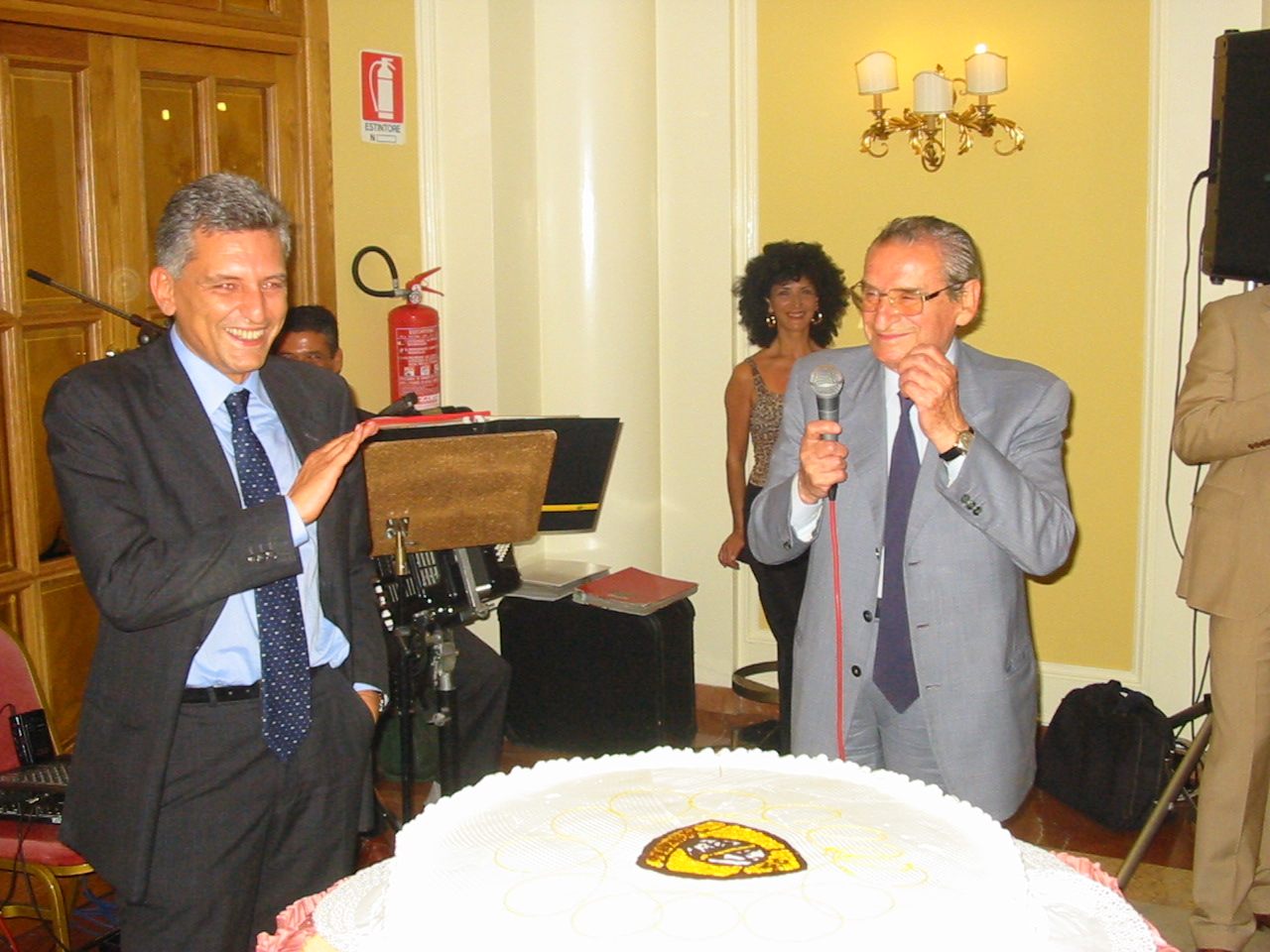
Benito Stirpe, presidente negli anni 60, con il figlio Maurizio

Gli spazi delle file eliminate vengono così riconfigurati: a metà altezza vengono implementati 16 palchetti da 8 spettatori e un palco centrale da 16 spettatori (provvisti di divanetti e 2 file di sedute dedicate), mentre nei livelli culminali, raggiungibili anche tramite due ascensori esterni, trovano posto 10 skybox (da 16,5 m² e da 8 spettatori ciascuno) con 2 file di sedute dedicate, le postazioni per gli operatori del GOS e la tribuna stampa (composta da 76 postazioni e 4 box per i radiotelecronisti). Alle estremità del livello superiore sono dislocati gli alloggiamenti per le telecamere centrali e laterali dei 16 m. La prima fila della main stand viene inoltre arretrata e rialzata di 1,20 m rispetto al terreno di gioco, il quale a sua volta si trova 0,8 m più in alto rispetto al piano di campagna.
Nella pancia della tribuna centrale sono ospitati vari locali, tra i quali gli uffici del Frosinone Calcio (e dal 2018 anche della scuola calcio), una sala conferenze da 64 posti, una sala lavoro dedicata ai giornalisti e un'area hospitality (Guest Area) situata al piano rialzato (livello P1).
La copertura della Main Stand, che è totale e misura 41,5 m per 80 m, non è ancorata alla preesistente tribuna in cemento armato. Si è infatti scelto di utilizzare quattro piloni alti 20 m e due strutture di sostegno trasversali ad arco.
Un primo progetto provvisorio di copertura parziale di 2000 posti (la sola metà superiore della Main Stand), elaborato dall'Università La Sapienza di Roma e depositato ad aprile 2016, prevedeva invece dei punti di ancoraggio sulla parte retrostante della tribuna in cemento e dei piloni che poggiavano appena al di sopra dell'ultima fila di seggiolini. Tale struttura avrebbe utilizzato un reticolato di circa 1.800 m² ed un materiale azzurro di tipo traslucido, con un effetto simile all'Allianz Stadion di Vienna.
Il piano di potenziamento dei parcheggi prevede la realizzazione di un totale di 2970 posti auto, dislocati in alcuni spiazzi contigui all'impianto, più 16 postazioni per gli autobus e ulteriori 300 stalli lungo viale Olimpia (l'anello viario che corre esternamente intorno agli spalti).

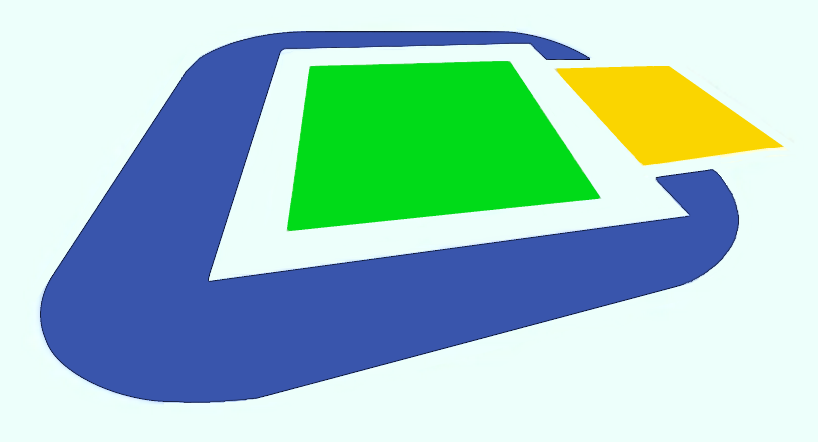
Il logo ufficiale dell'impianto.

Il grafico Salvatore Lala ha ideato il marchio ufficiale del Benito Stirpe, destinato all'apposizione su tutti i materiali inerenti agli aspetti di marketing e di conduzione della struttura. Il logo è costituito da una stilizzazione della planimetria del campo di gioco e delle tribune, declinata nei colori sociali del club.
Il 31 gennaio 2017 il Casaleno è stato formalmente intitolato alla memoria del cav. Benito Stirpe, imprenditore, padre di Maurizio e suo predecessore quale patron del club frusinate.
L'agibilità definitiva dello stadio è stata data il 16 marzo 2018 alla presenza di rappresentanti del CONI e della Lega di Serie B, con la capienza totale che è passata da 16.125 a 16.227 posti.
Il 18 gennaio 2022 l'impianto ha acquisito la denominazione PSC Arena, dal marchio della Prima Sole Components, partner commerciale del Frosinone Calcio.
Il progetto Stirpe nel suo complesso è stato preso in esame dalle università italiane, è stato oggetto di pubblicazioni accademiche internazionali in tema di pianificazione urbana sostenibile e policy making ed è stato utilizzato come modello per i progetti di costruzione e ristrutturazione di altri stadi (come quelli del Brescia, del Perugia, del Ravenna (preso in considerazione per ospitare il Bologna nel biennio 2022-2024 durante la ristrutturazione del Dall'Ara), del Padova, della Reggina, della Lucchese e della Casertana).

### Capienza e settori
Di seguito vengono elencate le caratteristiche tecniche salienti dell'impianto (i diversi settori dello stadio sono evidenziati nel medesimo colore della mappa proposta a latere)

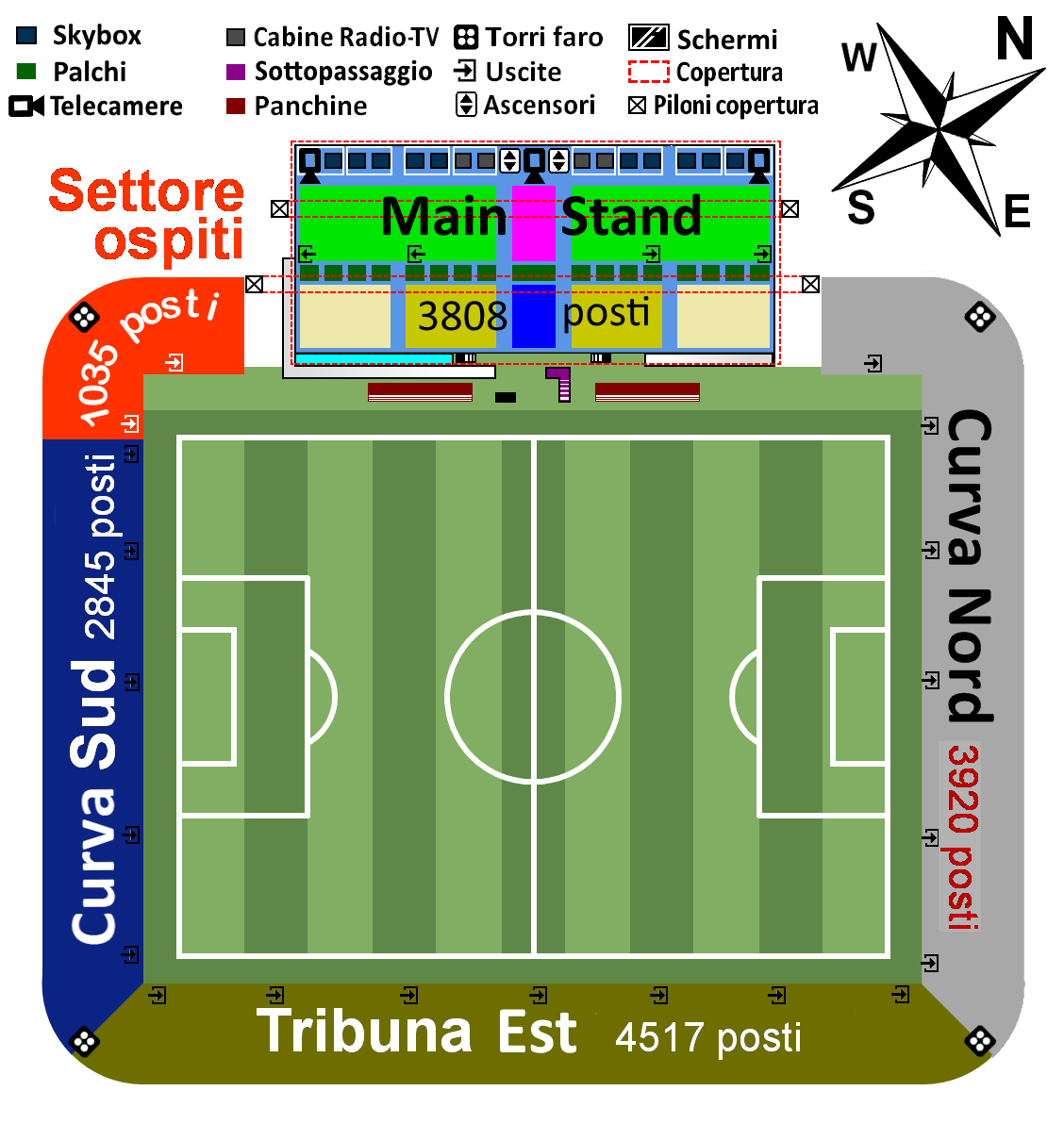
Pianta essenziale della PSC Arena

- Capienza totale: 16 227 posti a sedere numerati e dotati di seduta
- Dimensioni terreno di gioco: 105×68 metri[9]
- Terreno: Erba naturale
- Posti Curva Nord: 3 920 sedute (17 per disabili)
- Posti Main Stand:  3 599 sedute distribuite tra[156][157]
  - Tribuna Centrale Nord/Sud:  780 sedute
  - Tribuna Laterale Nord/Sud:  767 sedute (17 per disabili)
  - Tribuna Superiore Nord/Sud:  1 712 sedute
  - Tribuna Autorità:  186 sedute
  - Tribuna d'Onore:  154 sedute
- Posti Tribuna Est:  4 517 sedute (17 per disabili)
- Posti Curva Sud:  2 845 sedute (11 per disabili)
- Posti Settore Ospiti:  1 035 sedute
- Skybox: 10, ognuno da 16,5 m² e con 8 sedute (Main Stand, in alto)
- Palchi: 16 da 8 sedute e 1 centrale da 16 (Main Stand, metà altezza)
- Postazioni operatori stampa: 76
- Cabine per radiotelecronisti: 4
- Posti auto: 2 970 in parcheggi zona stadio, più 300 su viale Olimpia
- Postazioni autobus:  16

Gli spalti assemblati ex novo, aventi 18 file con un rapporto tra seduta ed alzata di 75/50 cm. hanno un pendenza maggiore rispetto alla preesistente tribuna in cemento, la quale peraltro presenta anche un tratto in piano, a mezza altezza, che ospita i palchi.

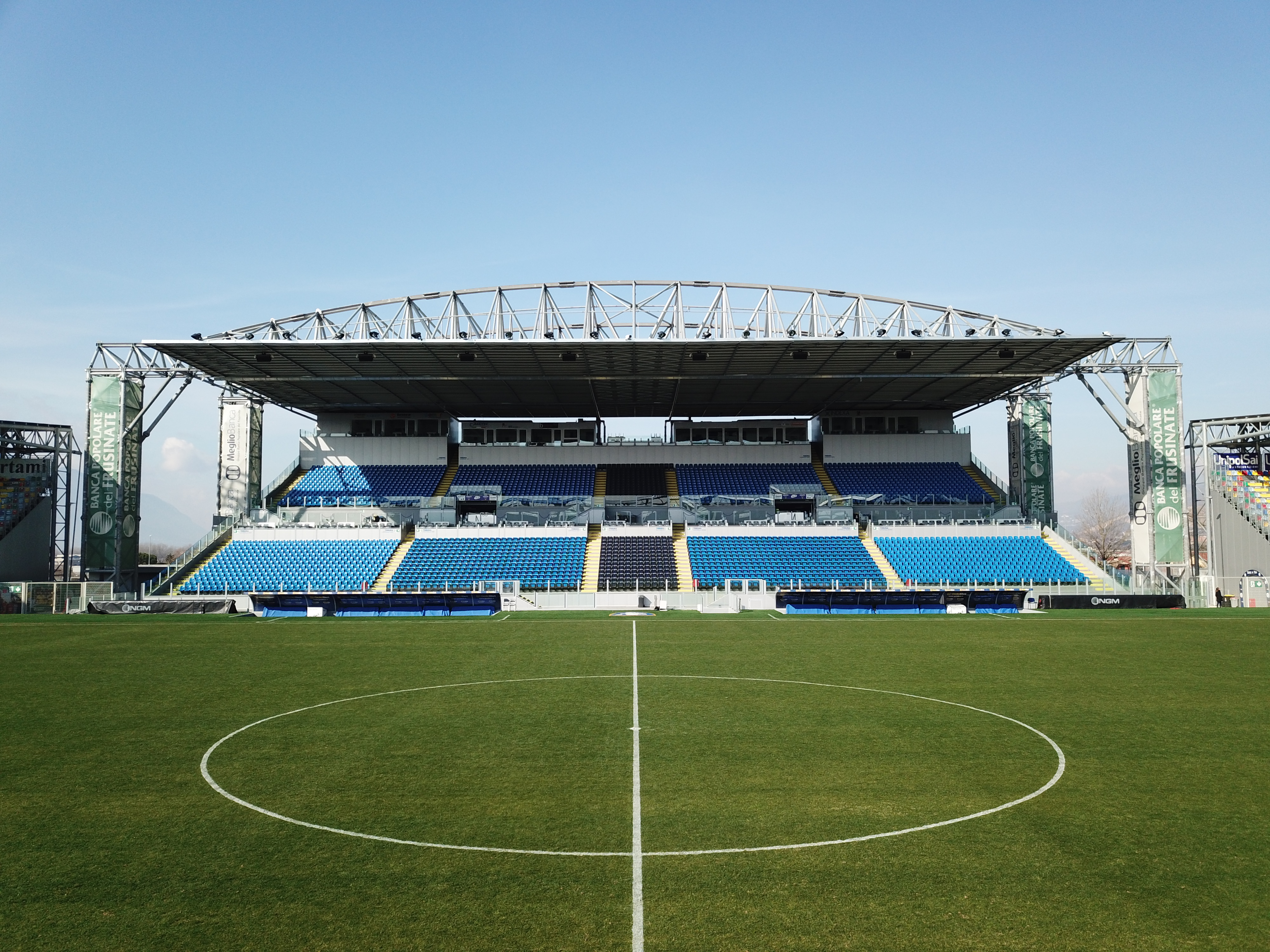
La Main Stand ristrutturata

Data l'assenza di infrastrutture intermedie (p. es. piste per altri sport), le prime file affacciano direttamente sui bordi del rettangolo di gioco, rispetto al quale sono rialzati di un metro e mezzo circa. Nel dettaglio, la prima fila dei settori prefabbricati dista 8,5 metri lineari dal prato, mentre quella della Tribuna Centrale arriva a 17 m.
Fatto salvo il settore ospiti (ove i regolamenti di sicurezza impongono la presenza di una recinzione sufficientemente alta), tutte le tribune sono divise dal campo unicamente da basse ringhiere. L'altezza degli spalti consente l'installazione di 2 file di led pubblicitari a bordo campo. Ciascuna tribuna metallica ha un'altezza massima di 7 m ed una profondità di 15,95m.
La copertura delle tribune, integralmente metallica, è totale. In particolare, la tettoia sopra i settori prefabbricati è inclinata con pendenza verso il campo da gioco (analogamente - a puro titolo d’esempio - a quanto implementato negli stadi inglesi Old Trafford e Anfield) fino a un'altezza minima di 13 metri dal terreno ed è aggettante di 2 metri rispetto alla prima e all'ultima fila. Essa è sorretta da tralicci innestati sulla struttura portante delle gradinate.
La copertura della main stand è invece larga 41,5 m e lunga 80 m ed è del tutto indipendente dalla preesistente tribuna in cemento armato: retta da quattro piloni alti 20 m eretti ai lati della stessa e collegati trasversalmente da due strutture di sostegno ad arco, alte 8 m e a loro volta unite da tiranti.
Sulle coperture della tribuna Est e delle due curve sono stati installati dei pannelli fotovoltaici al fine di fornire energia a tutti i servizi dello stadio, agli uffici, allo Store e al ristorante sotto la Main Stand, raggiungendo così la completa indipendenza energetica del Benito Stirpe.
L'impianto, installato tra il 2020 e il 2023, è stato implementato in tre diversi lotti rispettivamente da 100,8 kWp , da 105,6 kWp e da 369,6 kWp. Esso permette, nel suo complesso, sia la totale copertura del fabbisogno energetico tramite l'energia autoprodotta, sia l'immissione di energia in rete attraverso il meccanismo dello scambio sul posto.
I locali di servizio (spogliatoi, zona mista, sala antidoping e sala interviste) sono ubicati al di sotto della tribuna centrale: un sottopassaggio con sbocco tra le due panchine li collega al campo di gioco.
L'illuminazione notturna è assicurata principalmente da quattro cluster da 40 proiettori ciascuno di tipo Forum HP Disano a LED della potenza di 2000 Watt, alloggiati su altrettanti tralicci alti 36 m e innestati esternamente sulla struttura portante della copertura, in corrispondenza degli angoli delle tribune metalliche. Oltre ad essi, vi sono 20 fari supplementari di tipo Forum Disano a LED, alloggiati all'altezza di 24 metri sulla copertura della Main Stand.
L’impianto luci assicura il livello di illuminazione richiesto per le riprese televisive delle gare di Serie A, garantendo 2000lux orizzontali e 1800lux verticali.

### Dettagli sui locali nella Main Stand
Gli ambienti nella pancia della Main Stand sono stati suddivisi in modo da impedire, nel piano seminterrato (livello PT), ogni interferenza tra il percorso riservato ai media e quello riservato ad atleti, giudici di gara e addetti alle manifestazioni sportive. Stesso discorso per il piano rialzato ed il primo piano.
I locali destinati agli atleti ed ai giudici di gara sono stati allocati in prossimità del terreno di gioco, lungo il lato est. Gli spogliatoi, totalmente separati dalle altre aree, consistono in due locali identici e simmetrici di circa 82 m² ciascuno per i giocatori, in grado di offrire una superficie di circa 3,2 m²/atleta, ovvero il doppio rispetto allo standard minimo indicato dalla normativa CONI. Tra i due spogliatoi vi sono i locali spogliatoio per i giudici di gara
Nei locali centrali del piano seminterrato si trova la zona destinata ai mezzi di comunicazione (denominata "Media House") che include una sala conferenza da 100 posti, una sala lavoro ("Work Room") da 30 postazioni e una mixed zone da 91 m2 e da 10 postazioni stampa, oltre ad un ampio atrio e relativi servizi igienici pertinenziali. L’accesso a tale area, tramite preesistente scalinata esterna e montascale per disabili, è separato dai percorsi di atleti e giudici di gara ed è collegato alle postazioni stampa in tribuna e alle aree esterne pertinenziali.
La mixed zone per le interviste post-partita a giocatori ed allenatori è adiacente alla sala stampa ed alla sala conferenze, in un'area interdetta al pubblico. I giocatori vi accedono dagli spogliatoi e da essa, tramite percorso dedicato, possono raggiungere il parcheggio riservato alle squadre. I giornalisti invece vi accedono dai locali riservati ai media. La zona mista copre 91 m² ed è in grado di ospitare 10 postazioni intervista e 20 addetti. Tra la mixed zone e la sala conferenze vi è la sala lavoro, di circa 100 m², per giornalisti e fotografi. Le aree di servizio per staff, società e funzionari esterni sono situate nella zona sud-ovest del piano seminterrato.
Nella zona nord-ovest sono previsti area fitness e relativi servizi. Le nuove aree ristoro della tribuna centrale accessibili dalla zona spettatori, che erano state contemplate nell'operazione delle obbligazioni promosse dal Frosinone Calcio, sono state realizzate attraverso l'apertura del ristorante a due piani, integrato con l'area guest presente al livello P1.
I punti ristoro aperti al pubblico e l'area hospitality (Guest Area), nonché gli accessi ai palchi e alla tribuna d'onore, si trovano al piano rialzato (livello P1), mentre l'accesso principale del ristorante è al piano terra.
Gli accessi agli skybox, alle postazioni per gli operatori del GOS, alla tribuna stampa e alla tribuna autorità si trovano al primo piano (livello P2), raggiungibile anche tramite i due ascensori esterni.

### Aree e strutture correlate
Il progetto esecutivo include altresì gli interventi volti a rendere l'impianto operativo e fruibile tutta la settimana, mediante l'apertura di locali e spazi destinati ad altre attività aperte al pubblico.
Il negozio istituzionale Frosinone Store, inaugurato nel novembre 2017, è ubicato in un edificio indipendente a ridosso dell'ingresso principale dello stadio ed è aperto sei giorni a settimana. In un fabbricato a sé stante situato a fianco al settore ospiti vi sono gli uffici dell'area Marketing e Comunicazione. Una prima area museale con foto, maglie e altri cimeli storici, la cosiddetta Hall of Fame, è stata inaugurata all'interno dei locali della main stand il 16 gennaio 2019. Altri spazi analoghi sono previsti nelle due curve.
Per finanziare lo sviluppo anche in ambito commerciale dello Stirpe e la complessiva riqualificazione dell'area urbana circostante, il club gialloblù ha promosso una sottoscrizione popolare con l'emissione di piccole obbligazioni (messe in commercio sulla piattaforma online Tifosy), la quale si è conclusa il 4 febbraio 2018 totalizzando una somma pari a 1,5 milioni di euro. Tale iniziativa ha carattere pionieristico nell'ambito delle società calcistiche italiane.
L'obiettivo è il completamento dei lavori all'interno della tribuna in cemento con l'ampliamento della palestra, l'inaugurazione del museo della squadra di calcio e di un centro medico per la diagnostica aperto anche ai tifosi. La volontà di realizzare un'area per la ristorazione di circa 800 m² ha portato a cominciare dal periodo estate-autunno 2020 all'effettuazione dei lavori del ristorante-caffetteria denominato BacKStage 1928 e facente parte, insieme ad altri cinque ristoranti, del gruppo Enoteca La Torre.

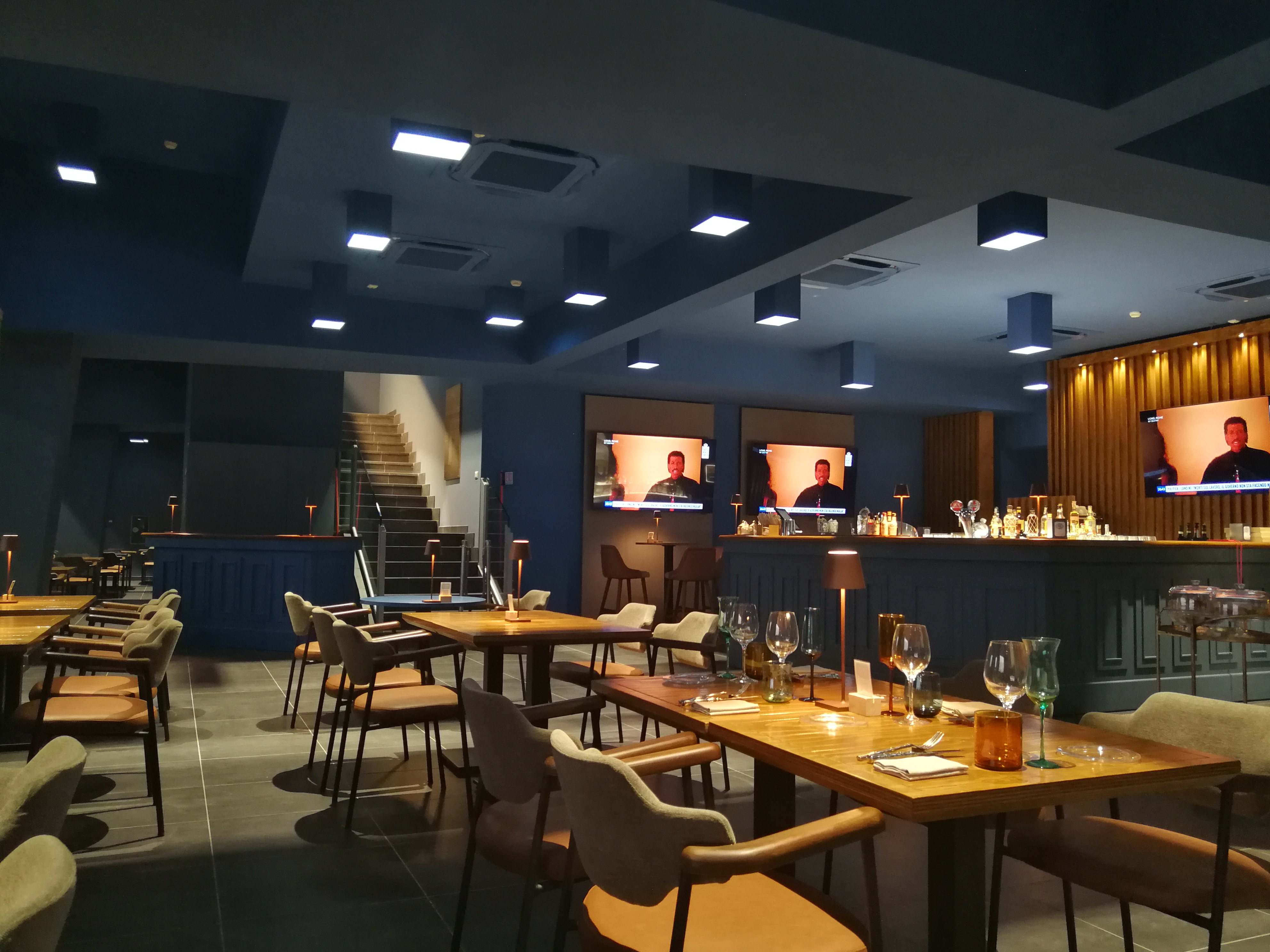
Ristorante interno allo stadio

Inaugurato l'8 marzo 2023, il locale si sviluppa su due piani e costituisce uno dei primi esempi in Italia di ristorante situato all'interno di uno stadio di calcio ed aperto sia nel giorno della partita, sia durante la settimana in maniera svincolata dagli eventi sportivi ospitati dall'impianto. Al piano terra della Main Stand si trova il locale che funge da caffetteria di giorno e da ristorante per pranzo e cena. Il piano superiore, predisposto anche per l'organizzazione di conferenze, è invece adibito ad eventi privati, nonché alla hospitality durante i match.
Lo sviluppo di maggior portata riguarda bensì l’area circostante la Tribuna Est, ove è prevista la realizzazione di un cluster di esercizi commerciali e servizi alla persona denominato Frosinone Village. Tale spazio è suddiviso in 8 aree: un reparto di 12 chioschi gestiti dagli sponsor sociali (dei quali l'80% dedicati alla somministrazione gastronomica e il 20% alla fornitura di servizi), una zona giochi per i bambini, un'area ricreativa per i giovani, un ulteriore negozio sociale, un’area hospitality, una sala detta emozionale per la proiezione di filmati sulla storia e le attività del Frosinone Calcio e del settore giovanile, un'area temporanea per la presentazione di prodotti commerciali delle aziende partner ed infine una location denominata Area Idea Lav Giovani e costituita da due box per la presentazione di progetti per l’imprenditoria locale femminile e maschile under 32.
Parte integrante del progetto è la riqualificazione dell'anello viario intorno allo stadio, previa ripavimentazione della sede stradale, potenziamento dell’illuminazione e realizzazione di spogliatoi e docce pubblici per le persone che praticano jogging nella zona. I lavori sull'anello dello stadio e sulla pista ciclabile che lo percorre sono stati annunciati a luglio 2020 ed effettuati nei due mesi seguenti.
Nel febbraio 2022 la società di calcio ha inoltre realizzato, sul perimetro dello stadio, dei murales che celebrano le bellezze storiche e paesaggistiche di diversi comuni della Ciociaria, ad enfatizzare il legame della squadra con il territorio di tutta la provincia. Il 12 marzo 2023 il direttore della comunicazione del Frosinone Calcio Gualtieri e il sindaco Mastrangeli hanno inaugurato un murale nei pressi della curva nord, cuore del tifo locale, realizzato per tenere viva la memoria dello storico tifoso Massimo Massimi e, con lui, di tutti gli ultras giallazzurri scomparsi.
Ad agosto 2023, prima dell'inizio del campionato di Serie A 2023-2024, è stato inaugurato un parcheggio per le tifoserie ospiti da 200 posti, situato dietro al settore dello stadio a loro dedicato ed accanto al Palazzo dello sport Città di Frosinone.

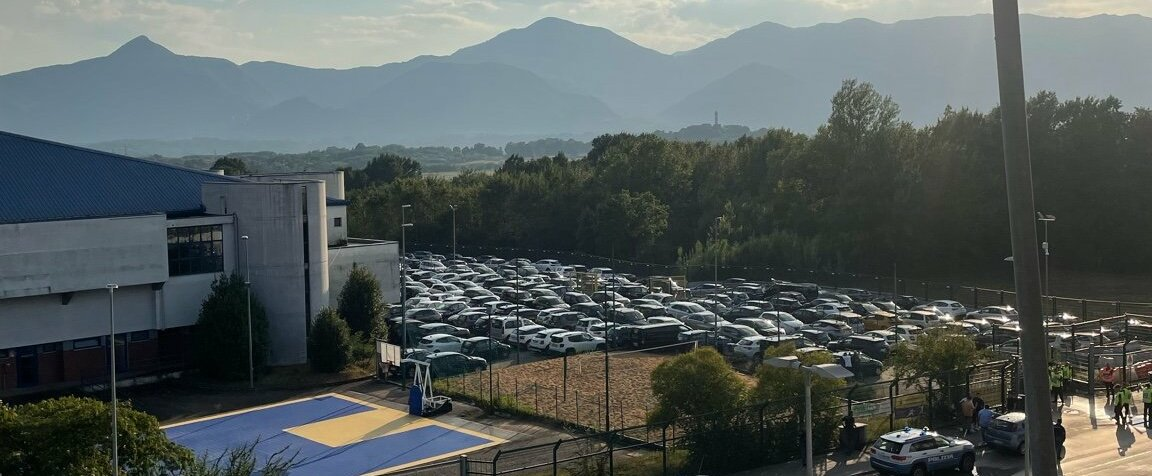
Parcheggio per i tifosi ospiti

La società ha espresso la volontà di realizzare dei pannelli fotovoltaici sulla tribuna Est e sulle due curve per raggiungere l'autosufficienza energetica che ha poi concretizzato in tre step, cominciando dal primo lotto di lavori svolti nella primavera del 2020. I tre contratti siglati con la società IVPC 4.0 permettono di fornire, a partire dal giugno 2020 con percentuali di copertura via via maggiori, energia a tutti i servizi dello stadio, agli uffici, allo Store e al ristorante sotto la Main Stand.
Per la costruzione del primo impianto da 100,8 kWp sulla tribuna est sono stati utilizzati 360 moduli policristallini da 280 Wp a marchio AEG allacciati a inverter Fimer Trio da 20 e 27,6 kW, per un risparmio annuo di 180.639 kg di CO₂.
Il secondo e terzo contratto sono stati stipulati nel novembre 2022 e consistono rispettivamente nell'estensione dell'impianto fotovoltaico installato sulla tribuna est e nella realizzazione di impianti fotovoltaici sulle due curve. Il secondo lotto, da 105,6 kWp, estende dal 42% all'87% la copertura del fabbisogno energetico, mentre il terzo lotto, da 369,6 kWp, porta alla totale indipendenza energetica (100%) dello stadio. La corrispondente riduzione di emissione di CO₂ è pari a 285 tonnellate all'anno.

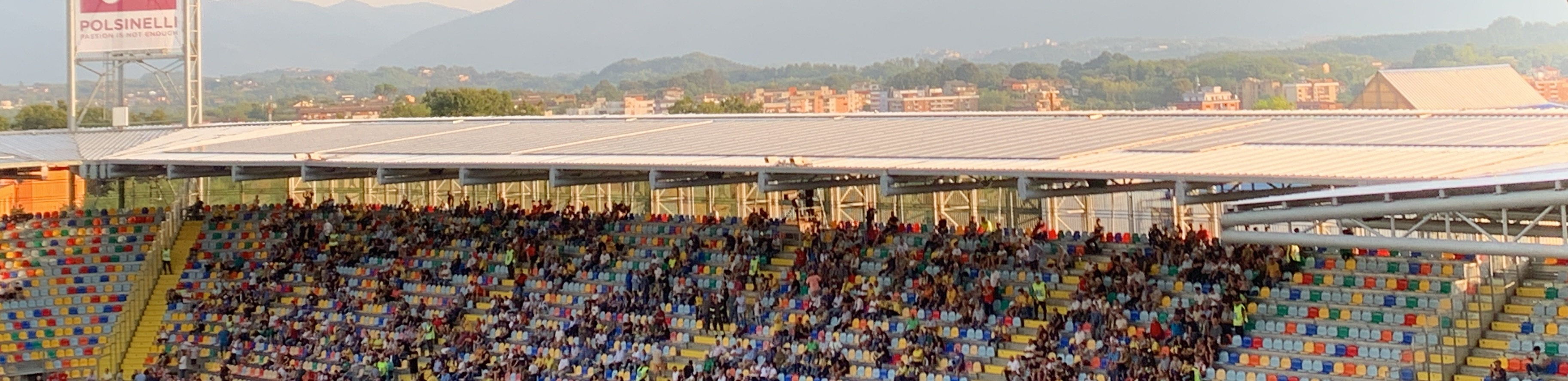
Pannelli fotovoltaici sulla copertura della Curva Sud

Oltre all'alimentazione dei locali in modo sostenibile, vi è inoltre un risparmio economico derivante sia dall'energia autoprodotta, sia dallo scambio sul posto con l'immissione di energia in rete. A giugno 2023 sono stati completati i lavori del terzo contratto in curva sud e al successivo ottobre i pannelli fotovoltaici sono stati installati sulle coperture delle due curve e della tribuna est, a completare quelli già presenti.
L'obiettivo della proprietà è di avere un costo di gestione dello Stirpe ridotto del 20%, eliminando i costi degli affitti e garantendo la autosufficienza economica. A tal fine la società già dall'estate 2018 ha utilizzato lo stadio per eventi extracalcistici (soprattutto concerti). Gli utili prodotti dal nuovo store ufficiale nel primo mese e mezzo hanno eguagliato quanto incassato in merchandising nei precedenti sei anni.

### Sicurezza dell'impianto
Particolare attenzione è stata riservata alla sicurezza dell'impianto, il cui modello in scala è stato testato in galleria del vento, pur non sussistendo alcun obbligo normativo al riguardo. I risultati sono stati presentati nella conferenza stampa del 20 gennaio 2017.

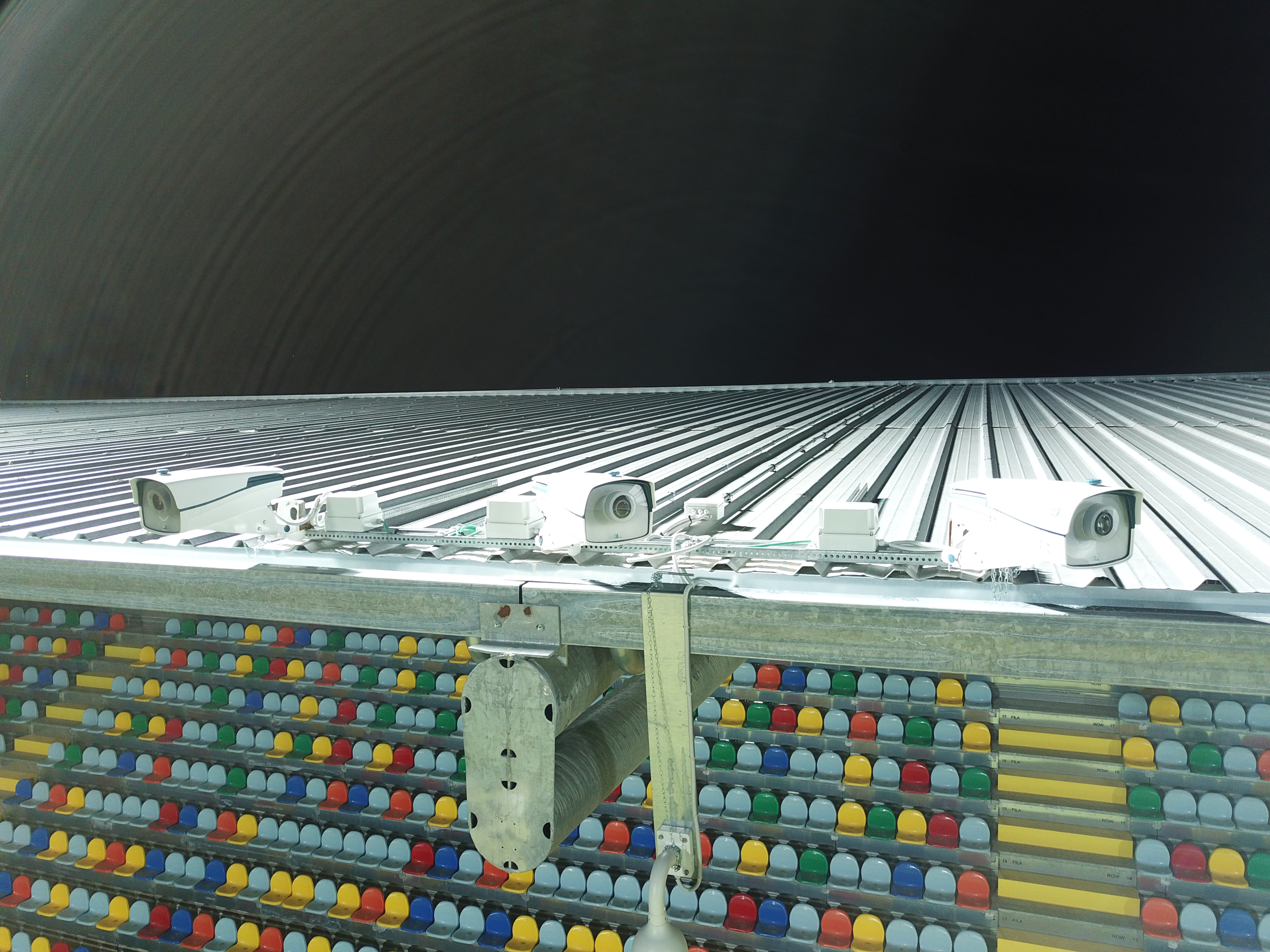
Impianto CCTV

L'impianto è inoltre dotato di un sistema di videosorveglianza CCTV denominato Spark, che impiega oltre 70 telecamere ad elevata risoluzione (UltraHD) posizionate sia all'interno dello stadio che all'esterno, nonché sui percorsi di accesso alla struttura e presso i tornelli d'ingresso, onde permettere di identificare e associare con sicurezza i volti agli spettatori sugli spalti. Tale tecnologia consente di ingrandire fotogramma per fotogramma fino a 250 pixel/metro anche se i soggetti si muovono rapidamente (30 fps). L'impiego di tale ausilio dovrebbe consentire una riduzione fino al 50% del personale delle forze dell'ordine impiegato durante le partite. A differenza della tecnicologia tradizionale Pan–tilt–zoom camera (PTZ), l'attivazione dello zoom non blocca le riprese di tutto l'ambiente circostante, evitando così di perdere spezzoni di filmato. Onde scongiurare che un danneggiamento alle telecamere causi una perdita di dati, il supporto di memoria di queste ultime non è alloggiato all'interno di esse.
Nello stadio è presente un impianto anti-incendio Comelit Atena costituito da 140 rivelatori di fumo puntiforme, da quattro barriere lineari posizionate nelle palestre e da una serie di dispositivi manuali come pulsanti e relativi strumenti di segnalazione ottico-acustica.
Le parti strutturali dello stadio hanno superato collaudi con prove di carico: le tribune metalliche sono state testate con carichi da 400 kg/m², mentre le coperture dell'anello e della Main Stand (coprente un'area di circa 3200 m²) con gravi da 200 kg/m². Tale copertura ha soddisfatto requisiti di sicurezza più stringenti rispetto alle
prescrizioni delle NTC 2008.
Il sistema di allarme vocale modello VX-3000, fornito da TOA e conforme alla certificazione EN 54-16, è costituito dai componenti a rack VX-3004F, amplificatori di potenza VX-050DA da 500 W, diffusori a tromba SC-630M EB-Q con massimo livello di pressione sonora di 111 dB e microfoni di emergenza RM-200SF e remoti RM-300X.

## Geografia

### Ubicazione
Lo stadio sorge nel quartiere Casaleno, situato non lontano dal centro di Frosinone, in una zona a vocazione artistico/sportiva.
Nei pressi della PSC Arena sono ubicati infatti, oltre al conservatorio, il civico Palazzetto dello Sport e lo stadio del Nuoto.
Un nuovo edificio scolastico, con annesse strutture sportive pubbliche, sorgerà alle spalle della tribuna Est, fornendo peraltro una ulteriore strada di accesso all'impianto di calcio, in alternativa a via Armando Fabi.

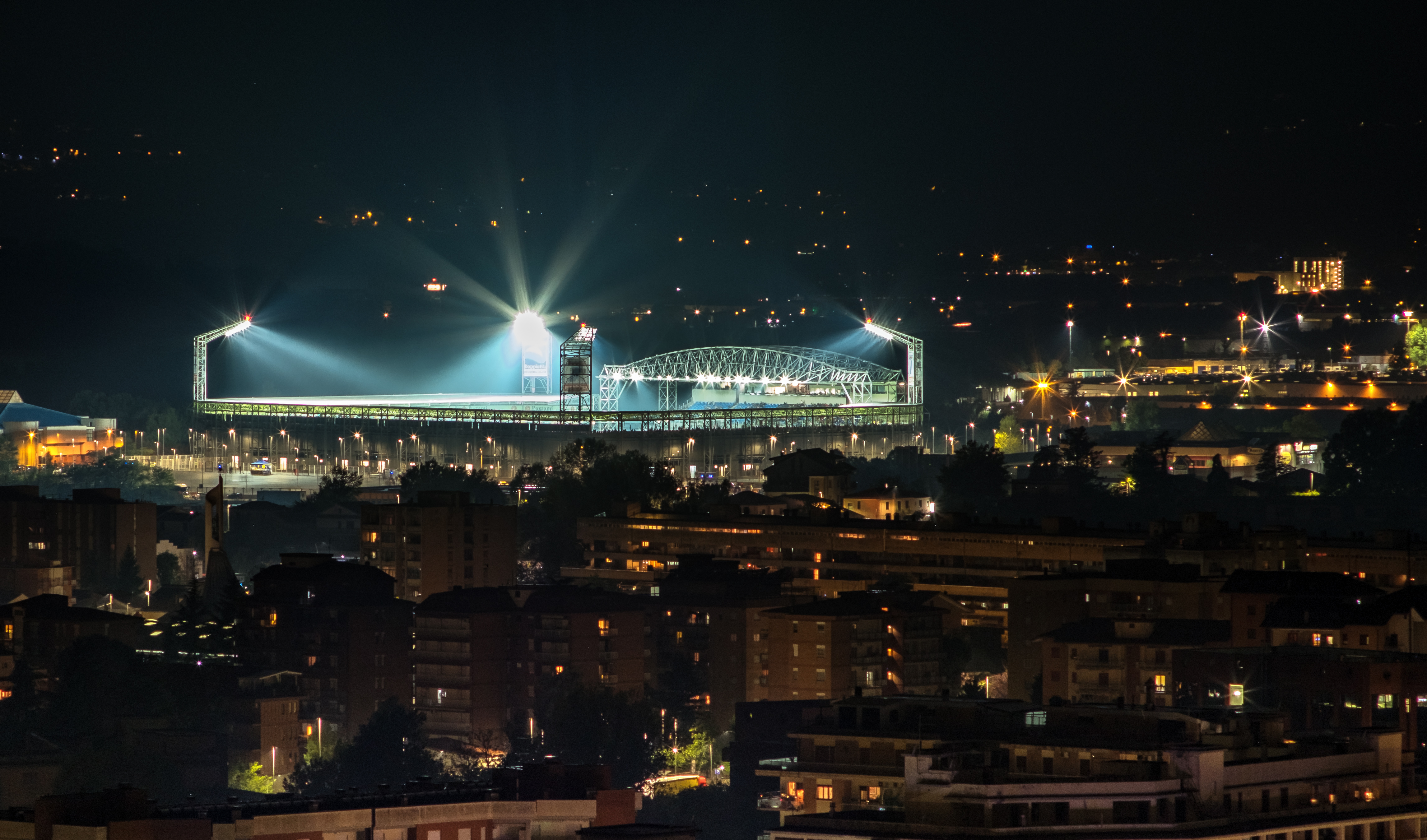
Lo stadio nel contesto cittadino. Alla sua sinistra, il palazzetto dello sport

Tale tronco viario permette un collegamento più veloce con la stazione ferroviaria (a 1,3 Km) e con il capolinea dei bus in piazza Sandro Pertini (a 900 m). In parallelo al nuovo raccordo stradale, è prevista una ciclovia che va a ricongiungersi alla pista ciclabile già esistente.
Il progetto della nuova scuola include anche dei parcheggi pubblici adiacenti agli spalti riservati ai supporters locali, raggiungibili tramite il nuovo collegamento, al fine di decongestionare il traffico intorno all'impianto sportivo.
È inoltre in costruzione una strada ad una sola corsia per permettere alla tifoseria ospite di raggiungere il parcheggio ed il settore ad essa dedicato, attraverso un percorso totalmente separato da quello dei sostenitori locali.
Nel raggio di circa due chilometri dallo Stirpe si trovano lo svincolo autostradale, la stazione dei treni, il principale capolinea del trasporto urbano ed il corso principale della città.
L'area del Benito Stirpe, seppur vicina al vecchio Matusa, è separata dal centro tramite la statale Monti Lepini la quale, oltre a costituire un'importante arteria di collegamento con l'autostrada, ha permesso di risolvere il decennale problema del traffico verso l'ex campo sportivo costruito proprio lungo il corso cittadino.
La posizione dello stadio permette anche di raggiungere velocemente il centro sportivo del Frosinone Calcio, distante meno di 9 chilometri e situato anch'esso in zona periferica.

### Questione strada d'accesso al settore ospiti
Ad agosto 2015 il consiglio comunale frusinate ha deliberato la costruzione di un nuovo raccordo stradale tra via Michelangelo e viale Olimpia. Tale intervento è stato indicato dalle civiche Questura e Prefettura come necessario ai fini dell'omologazione del Benito Stirpe ai criteri strutturali del calcio professionistico: suo scopo precipuo è quello di separare i percorsi di afflusso e deflusso dei tifosi locali ed ospiti (specialmente se provenienti dal vicino svincolo della A1) allo stadio, onde prevenire le possibilità di contatto tra opposte fazioni e meglio tutelare l'ordine pubblico nell'area del Casaleno.
Il 16 dicembre 2015 il comune di Frosinone ha chiesto alla Regione Lazio l'autorizzazione paesaggistica riguardo al tracciato previsto per tale nuova arteria viaria (lunga alcune centinaia di metri e finanziata con fondi privati), ma dall'ente regionale ha ottenuto solo l’autorizzazione sismica.
Il 13 giugno 2016 il progetto è stato bocciato dalla Soprintendenza ad Archeologia, Belle Arti e Paesaggio delle province di Frosinone, Latina e Rieti, la quale ha contestato l'insistenza dello stesso su una zona soggetta a vincolo boschivo e paesaggistico, tale da non consentire nemmeno lo sradicamento delle piante con successiva ricollocazione. Il 18 luglio 2016 il Ministero dei beni e delle attività culturali e del turismo ha espresso il proprio parere contrario alla realizzazione dello svincolo e il successivo 29 settembre c'è stata la determina della Regione Lazio, con la quale l’ente regionale ha ratificato il diniego dell’autorizzazione paesaggistica alla realizzazione dell'opera.
Ad ottobre 2016 è stato depositato un ricorso al Tar del Lazio per ottenere la sospensiva del provvedimento, in merito al quale il suddetto tribunale nel febbraio 2017 ha rimandato la decisione al 24 ottobre dello stesso anno. Dinnanzi al rischio di trovarsi privi di siffatta bretella viaria a stagione 2017-2018 già iniziata, il municipio e il Frosinone Calcio hanno optato per studiare soluzioni differenti. In meno di un mese è stato pertanto individuato un percorso alternativo, conforme alle indicazioni della Soprintendenza, formalizzato a seguito di un tavolo congiunto tra rappresentanze del Comune, della Questura, della Prefettura, della società di calcio e del costruttore, al quale è seguito un sopralluogo da parte del prefetto e del questore.
Ad agosto 2017 la Regione Lazio ha concesso il nullaosta in materia di vincoli ambientali all'avvio dei lavori di costruzione della bretella in questione: non potendo tuttavia tale intervento concludersi entro l'anno in questione, il Comitato Provinciale per l'Ordine e la Sicurezza Pubblica della prefettura di Frosinone ha previsto lo studio di una soluzione transitoria atta a consentire un agevole e sicuro deflusso delle varie tifoserie da e verso il Benito Stirpe.
Il 24 ottobre 2017 il TAR Lazio ha deliberato di rimandare la decisione al 24 luglio 2018.

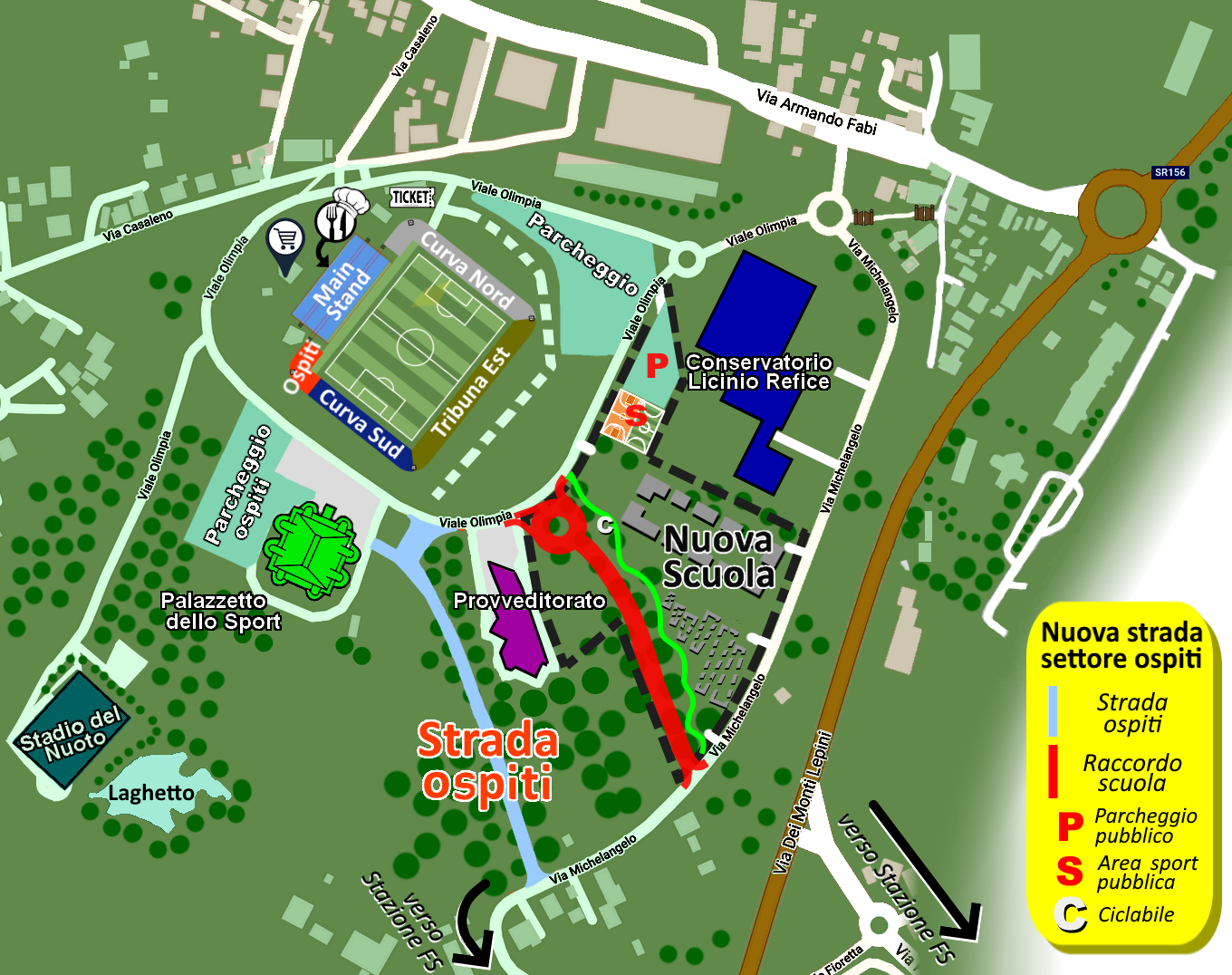
Disegno esemplificativo della strada d'accesso al settore ospiti (di colore celeste) e del raccordo stradale della nuova scuola (in rosso). Tratteggiato in grigio, è evidenziato il profilo del nuovo plesso scolastico

Ad inizio novembre 2017, a seguito di un tavolo tecnico tra Regione Lazio, Comune di Frosinone e la sopracitata Soprintendenza, è stato richiesto alla Regione Lazio di esprimere il proprio parere sull'inquadramento della strada come intervento di adeguamento funzionale e di completamento dello stadio e del vicino palazzetto dello sport (la cui norma di riferimento diventa l'articolo 18 ter sugli interventi sul patrimonio edilizio esistente e sulle infrastrutture) e non più come nuova opera.
L'11 aprile 2018 la Regione Lazio si è espressa favorevolmente in merito al nuovo contesto proposto e poi formalizzato nella documentazione inviata il 2 maggio 2018. Il successivo passo formale previsto riguardava il pronunciamento della Soprintendenza con una nota per consentire alla Regione di emettere il provvedimento finale autorizzativo dell'opera.
Il 20 luglio 2018 si è tenuto un sopralluogo congiunto con i rappresentanti del comune di Frosinone e della Soprintendenza giudicato molto positivo ai fini dell'individuazione di una soluzione rapida ai problemi di sicurezza durante le partite dell'imminente campionato di Serie A 2018-2019. Il successivo 25 luglio in un vertice tra Soprintendenza, Questura e Comune di Frosinone è stata individuata una variante al tracciato iniziale che permette di aggirare il cuore dell'area verde e recepire quindi le osservazioni della Soprintendenza, allungando il percorso complessivo di circa 150 metri.
Il 30 ottobre 2018 il TAR del Lazio si è espresso in favore del Comune di Frosinone dichiarando l'annullamento dei provvedimenti di diniego emessi dalla Regione Lazio e dalla Soprintendenza, dando di fatto il nulla osta alla realizzazione della strada. I giudici amministrativi hanno sostenuto che si tratta di un'opera pubblica «strumentale al risolvimento dei problemi della viabilità» del nuovo stadio e inserita «in uno schema di convenzione edilizia di interesse anche privata», includendo anche un «progetto di rimboschimento compensativo offerto dall'ente» (Comune di Frosinone).
Nel gennaio 2019 la Regione Lazio ha impugnato la sentenza del TAR del Lazio davanti al Consiglio di Stato, ritenendo che essa non abbia tenuto conto «della netta distinzione tra norme a tutela del paesaggio e quelle a tutela dell'ambiente». La Sopraintendenza ha invece preso atto della sentenza della sezione II quater del TAR e ha desistito dal procedere.
Il 10 dicembre 2020 il presidente della Provincia di Frosinone Pompeo ha annunciato la costruzione di una nuova sede scolastica nei pressi dello stadio, da edificare sui terreni compresi tra il Conservatorio Refice e l'ufficio scolastico territoriale di Frosinone, tramite le risorse messe a disposizione dal Governo e disponibili dal mese di gennaio 2021 per la manutenzione e l’efficientamento energetico delle scuole della Provincia. L'Amministrazione ha espresso l'intenzione di realizzare, nella zona individuata alle spalle della Tribuna Est dello Stirpe, anche un parcheggio ed un collegamento stradale tra Via Michelangelo e Viale Olimpia, consentendo così di usufruire di una seconda strada di accesso allo stadio. Il bando è stato emesso il 4 gennaio successivo, con scadenza al 15 febbraio, poi tre volte prorogata al 2, al 17 e al 26 marzo. Il 30 aprile la Lenzi Consultant Srl si è aggiudicata l'appalto dei suddetti lavori, finanziati per circa 9,5 milioni di euro dal MIUR e sostenuti anche dalla Cassa depositi e prestiti.
Alle dichiarazioni rilasciate il 21 gennaio 2022 dal presidente Stirpe durante la presentazione dei lavori di ampliamento del centro sportivo del Frosinone Calcio ("Siamo pronti a costruirla noi [la strada ospiti], purché si esca dall'impasse"), ha risposto a stretto giro il sindaco di Frosinone Nicola Ottaviani, dando informazioni su tempi e modalità di realizzazione del raccordo viario previsto insieme all'edificazione del nuovo complesso scolastico. Il primo cittadino ha indicato orientativamente l'apertura del cantiere intorno a maggio 2022 e la conclusione dei lavori prima dell'inizio della stagione calcistica 2022-2023, confermando lo stanziamento dei fondi. Il sindaco ha poi descritto il percorso dello snodo, da realizzare all'interno dell'area perimetrata del nuovo edificio scolastico, da dietro la tribuna Est a via Michelangelo. Il progetto della scuola rende disponibile, oltre ad alcune strutture sportive, anche una pista ciclabile parallela alla nuova arteria stradale e un parcheggio pubblico alle spalle della tribuna Est, accessibile da viale Olimpia.
Il 5 maggio 2022 la ditta aggiudicatrice ha consegnato all'ente provinciale il progetto preliminare, poi trasmesso nel mese di giugno al comune di Frosinone per la necessaria variante urbanistica.
Il successivo 4 luglio anche il progetto definitivo è stato assegnato alla Lenzi consulting srl.
Il 21 novembre 2022, con l'approvazione del progetto definitivo, la Provincia di Frosinone ha concluso l’iter della variante urbanistica ed il successivo 20 dicembre il Comune di Frosinone ha approvato la dichiarazione di efficacia della variante puntuale al piano regolatore, permettendo così l'avvio delle procedure di esproprio e l'apertura di una gara d'appalto , avvenuta il 30 dicembre seguente e con scadenza 6 febbraio.
Il 16 marzo 2023 il Consiglio di Stato ha accolto le tesi della Regione Lazio con motivazioni (rese note il 3 giugno seguente) relative alla salvaguardia e alla tutela ambientale, respingendo così il ricorso proposto in primo grado dal comune di Frosinone.
Il 13 aprile 2023 la progettazione esecutiva e l'esecuzione dei lavori, sulla base del progetto definitivo, sono stati provvisoriamente assegnati al Consorzio Stabile Aurora Scarl ed infine confermati e pubblicati l'8 giugno seguente.
A seguito della verifica del conseguente progetto esecutivo da parte del genio civile, è previsto lo stralcio dei lavori della sola strada di collegamento, in modo da poterli iniziare prima degli altri interventi inerenti al nuovo edificio scolastico.
Il 19 settembre 2023 il sindaco di Frosinone Mastrangeli, insieme alla Sopraintendenza, ha definito la strategia per il tracciato stradale per gli ospiti, la quale ripropone la soluzione già individuata ad inizio novembre 2017, accolta l'11 aprile 2018 dalla Regione Lazio e formalizzata il 2 maggio 2018: si tratta cioè del percorso originario di circa 300 metri e dal costo stimato di circa 600.000 euro, ma classificato non più come opera ex novo, bensì come intervento di adeguamento funzionale e di completamento dello stadio e del vicino palazzetto dello sport. Il nulla osta dalla Regione e dalla Soprintendenza alla rimozione di 1400 m² di piante (di cui il 70% infestanti) si applica al nuovo contesto che prevede l'apertura e l'utilizzo della strada solamente in occasione delle manifestazioni sportive. Il piano consente l'accesso diretto dei supporters locali a gran parte di Viale Olimpia e a vari settori dello stadio, il recupero di 800 posti auto su via Michelangelo e individua un tracciato rettilineo in declivio, per la velocizzazione dell'afflusso degli spettatori ed un ottimale monitoraggio dell'ordine pubblico in un punto molto vicino al parcheggio degli ospiti e al loro settore nello stadio, secondo quando indicato dalla Prefettura e dalla Questura di Frosinone.
L'11 ottobre 2023 è avvenuto il sopralluogo effettuato dal personale della Soprintendenza archeologica, belle arti e paesaggio per le province di Frosinone e Latina, dalla Questura di Frosinone e dal sindaco di Frosinone per il via libera al completamento dell’iter per la realizzazione dell’opera con la fase di progettazione.
Il 13 novembre successivo è stata approvata dalla giunta comunale la delibera di indirizzo per la costruzione della strada per la tifoseria ospite, che prevede la realizzazione di un'unica corsia dotata di marciapiede laterale e pubblica illuminazione, in un perimetro interessato da una modesta porzione di area boscata. Sono state inoltre apportate modifiche per assicurare la conformità alle ultime normative regionali.
Alla carreggiata, larga 3,75 metri, si affiancano due banchine laterali ed un marciapiede della larghezza di 1,50 metri, per un totale (comprese reti e cordoli) di 6,65 metri. Il percorso è a senso unico verso lo stadio nel pre-partita e in senso opposto nel post-partita, per un migliore controllo dell'afflusso e deflusso da parte delle forze dell'ordine. In particolare, attraverso i nuovi itinerari separati per i tifosi ospiti e locali, si evita di scortare i primi su viale Olimpia . La previsione sulla durata dei lavori, previa effettuazione di espropri per 1200 m² di terreni sui 2800 m² totali, è di 118 giorni e la spesa è coperta attraverso un partenariato pubblico - privato.
Il 14 dicembre 2023 il comune di Frosinone ha avviato la conferenza di servizi, coinvolgendo tutti gli enti preposti, al fine di riceverne le necessarie valutazioni. Soprintendenza e Regione Lazio hanno espresso un parere positivo, indicando però alcune condizioni da includere nella successiva progettazione esecutiva.
Il 2 gennaio 2024, nell'ambito dell'iter riguardante il nuovo plesso scolastico, è stato approvato il progetto esecutivo relativo allo stralcio della realizzazione del raccordo stradale per l'ingresso al cantiere e soprattutto per il collegamento tra le due entrate di viale Olimpia e di via Michelangelo, che peraltro costituisce anche un ulteriore accesso al Benito Stirpe.
La Provincia di Frosinone, promotrice dell'opera, ha stimato un costo di circa 700 mila euro e tempi di realizzazione intorno ai quattro mesi. Il progetto esecutivo include anche un parcheggio pubblico su viale Olimpia, alle spalle della tribuna Est.

### Trasporti
Lo stadio sorge nelle vicinanze della locale stazione ferroviaria, non lontano dal casello autostradale di Frosinone sull'A1, appena al di fuori dalla zona centrale della città, ed è raggiungibile con vari mezzi di trasporto:
- in automobile, dall'A1 nel tratto Roma-Napoli, uscendo al casello di Frosinone e proseguendo per la Strada statale 156 dei Monti Lepini in direzione nord, per poi percorrere via Michelangelo ed arrivare a destinazione su viale Olimpia;
- in treno, scendendo alla stazione di Frosinone, servita dalla ferrovia Roma-Cassino-Napoli, distante circa 2 km dallo stadio;
- con gli autobus extraurbani gestiti da COTRAL, che operano collegamenti quotidiani da e per Roma e altre località della provincia frusinate e del Lazio;
- con gli autobus urbani del trasporto pubblico locale gestito da Cialone (linea B, linea C, linea 9 o linea 20) dal capolinea di Piazza Sandro Pertini, nei pressi della stazione ferroviaria;
- in taxi dalla già citata stazione ferroviaria.

## Incontri calcistici di rilievo

### Incontri di selezioni nazionali
Il 14 novembre 2017 lo stadio Benito Stirpe ha ospitato un incontro della Nazionale di calcio dell'Italia Under-21.
| Arbitro: | Fran Jović |

|                                     |           |                          |
| Verde 12’ Parigini 77’ Orsolini 93’ | Marcatori | 45’ Rasskazov 72’ Bakaev |

Il 25 marzo 2019 la Under 21 è tornata allo Stirpe nell'ultimo incontro prima della fase finale degli Europei ospitati in Italia.
| Arbitro: | Bastian Dankert |

|                           |           |                           |
| Bastoni 23’ Locatelli 25’ | Marcatori | 58’ Halilović 87’ Kalaica |

Il 16 novembre 2021 l'Under 21 ha sfidato in amichevole la Romania, vincendo in rimonta per 4 reti a 2, con il primo goal di Mulattieri (che l'anno seguente avrebbe vestito la maglia del Frosinone) e una tripletta di Canestrelli siglata nell'arco di dieci minuti.
| Arbitro: | Harm Osmers |

|                                        |           |                                      |
| Mulattieri 43’ Canestrelli 61’ 68’ 71’ | Marcatori | 29’ (aut.) Canestrelli 42’ Racovițan |

Il 12 ottobre 2021 per il Torneo 8 Nazioni, la Nazionale di calcio dell'Italia Under-20 ha affrontato i pari età del Portogallo.
| Arbitro: | Francesco Fourneau |

|              |           |                    |
| Tongya 45+1’ | Marcatori | Ponsi 45+2’ (aut.) |

Il 13 febbraio 2018 l'Italia Under-20 ha sfidato la B Italia.
| Arbitro: | Daniele Martinelli |

|                       |           |                         |
| Edera 33’ Pessina 80’ | Marcatori | 77’ Moncini 86’ Bifulco |

### Incontri internazionali di club
Il 9 agosto 2018 il Frosinone ha affrontato in amichevole il Betis Siviglia.
| Arbitro: | Marco Guida |

|           |           |                                               |
| Ciano 68’ | Marcatori | 44’ Morón García 49’ Sanabria 80’ Sergio León |

### Trofei nazionali
Nel gennaio 2022 il Benito Stirpe ha ospitato la Supercoppa Italiana Femminile 2021 vinta dalla Juventus, che il 5 gennaio in semifinale ha prevalso sul Sassuolo
| Arbitro: | Carriano (Castellammare di Stabia) |

|                                              |                      |                                            |
| Nildén 10’                                   | Marcatori            | 11’ Clelland                               |
| Boattin Gama Girelli Bonansea Junge Pedersen | Tiri di rigore 4 – 3 | Dubcová Cantore Mihashi Clelland Philtjens |

ed il successivo 8 gennaio in finale si è imposta sul Milan 
| Arbitro: | Ferrieri Caputi (Livorno) |

|                |           |                                    |
| Grimshaw 45+1’ | Marcatori | 50’ (aut.) Bergamaschi 88’ Girelli |

## Statistiche
Dati relativi alle sole partite ufficiali, aggiornati al 20 agosto 2021.
Frosinone-Juventus (0-2) del 23 settembre 2018, valida per la 5ª giornata del campionato di Serie A 2018-2019, è stata la partita in cui il Benito Stirpe ha fatto registrare il primato di pubblico con 16 310 spettatori, nonché la sfida in cui si è stabilito il record d'incasso con 582 705 euro.

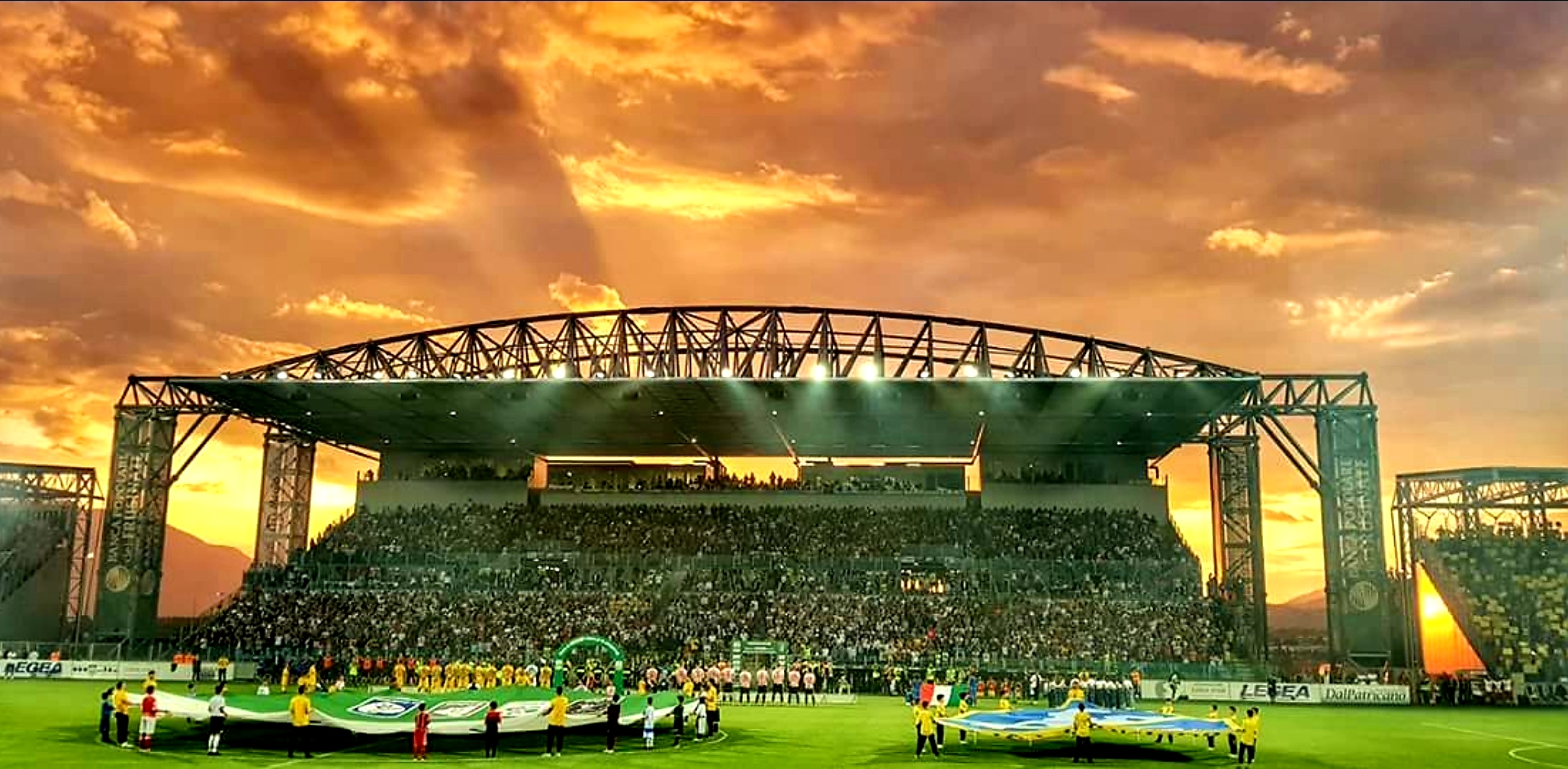
La Main Stand piena nella finale play-off 2017-2018

Nel campionato cadetto il record spetta a Frosinone-Foggia (2-2) del 18 maggio 2018, valida per la 42ª giornata del campionato di Serie B 2017-2018 con 16 286 spettatori e con 218 340 euro di incasso.
Sempre in Serie B ed in entrambi i casi contro la Cremonese, si è registrata la prima gara ufficiale nel nuovo stadio dinanzi a 13 001 spettatori (2 ottobre 2017) e la prima partita dello Stirpe a porte chiuse, causa emergenza coronavirus (7 marzo 2020).
La gara inaugurale di Serie B 2021-2022 Frosinone-Parma (2-2) del 20 agosto 2021 è stata la prima partita di un campionato italiano con il 50% di spettatori sugli spalti, dopo l’introduzione delle nuove norme anti-Covid, nonché il primo incontro del campionato cadetto trasmesso in 29 paesi europei e latino-americani, tra cui Germania, Spagna, Austria, Svizzera, Argentina e Messico. Tale partita, nella quale Gigi Buffon ha esordito in Serie B, ha anche visto il debutto della Tecnologia di porta e del VAR in Serie B. Lo Stirpe aveva in realtà già ospitato quest'ultimo strumento nel campionato di Serie A 2018-2019 quando, grazie a un rigore concesso proprio contro il Parma al 103' dopo una consultazione record di 13 minuti al VAR, il Frosinone segnò il gol più tardo nella storia della Serie A (3 aprile 2019).

### Primati
- Prima partita in assoluto: Frosinone-Cremonese 0-0 (2 ottobre 2017)
- Prima vittoria in assoluto: Frosinone-Ternana 4-2 (24 ottobre 2017)
- Prima sconfitta in assoluto: Frosinone-Perugia 1-3 (24 febbraio 2018)
- Primo pareggio in assoluto: Frosinone-Cremonese 0-0 (2 ottobre 2017)
- Prima partita in Serie A: Frosinone-Sampdoria 0-5 (15 settembre 2018)

### Record spettatori

#### In Serie A
- Spettatori massimi: 16 310 vs Juventus (23 settembre 2018)[313]
- Spettatori minimi: 12 287 vs Empoli (21 ottobre 2018)[313]
- Record di abbonamenti emessi: 11 197 nella stagione 2018-2019[313]

#### In Serie B
- Spettatori massimi: 16 286 vs Foggia (18 maggio 2018)[315][316]
- Spettatori minimi: 4 024 vs Reggina (23 febbraio 2022)[315][319][320]
- Record di abbonamenti emessi: 10 406 nella stagione 2019-2020[321]

## Manifestazioni extra-sportive

### Concerti
Il 28 settembre 2017 lo stadio ha ospitato il concerto dei Soul System, vincitori della decima edizione di X Factor.
L'8 luglio 2018 al Benito Stirpe si sono svolti gli European Latin Awards 2018, che hanno visto la partecipazione di artisti internazionali tra i quali i Gipsy Kings, Juan Magán, Carlos Rivera, Los Van Van, Issac Delgado, Paulito FG, Alexander Abreu e ospiti tra cui Bobby Kimball, Bob Sinclar, Anggun, Riccardo Cocciante ed Alex Britti.
Nel 2019 presso l'arena frusinate si sono tenuti i concerti di Fedez (27 giugno) e di Álvaro Soler (20 giugno).

### Eventi di beneficenza
Il 13 novembre 2019 davanti ad oltre 10.000 spettatori sono scese in campo la Nazionale italiana cantanti e la Nazionale Calcio TV, capitanate da Paolo Belli e Paolo Bonolis, al cui padre è intitolato il memorial Ciao Pa'  a sostegno dell'assistenza domiciliare gratuita a bambini affetti da patologie croniche.
Lo stesso Bonolis sin dal 2017 sostiene il progetto Adotta un Angelo per Ce.R.S. Onlus ed in questo ambito, insieme a Bernardo Corradi, ha calcato il manto dello Stirpe a margine del torneo giovanile Benito Stirpe Soccer School Cup.
Il 12 giugno 2021 nella gara di solidarietà che ha concluso il Trofeo Danieli si sono affrontati personaggi famosi e vecchie glorie del calcio con le maglie del Frosinone e della Roma, nelle cui file sono scesi in campo Paolo Bonolis, Teo Mammucari, Edoardo Leo, Antonio Giuliani e Rudy Zerbi.

### Teatro e cabaret
Il 18 giugno 2019 l'impianto in cui gioca il Frosinone Calcio ha fatto da palcoscenico allo show del trio comico toscano composto da Giorgio Panariello, Carlo Conti e Leonardo Pieraccioni.

### Convegni
Il 21 febbraio 2019 lo Stirpe è stato la sede del 1º congresso nazionale “Tecniche innovative antalgiche nel trattamento del dolore muscolo-scheletrico in ambito sportivo”. Patrocinato da CONI, FMSI, ESRA, S.S. Lazio e Frosinone Calcio, esso ha coinvolto gli staff medici anche di Inter. Milan, Napoli, Roma e Atalanta.
Il 12 aprile 2019 si è svolto il convegno "Lo stato dell’arte sull’impiantistica sportiva in Italia".
Il Benito Stirpe ha ospitato il Premio Maestrelli che ha visto la premiazione, tra gli altri, di Sinisa Mihajlovic nell'edizione del 2019 (29 aprile) e di Fabio Grosso nel 2021 (23 agosto).